# ECLASS
ECLASS (alte Schreibweise eCl@ss) ist ein Datenstandard für die Klassifizierung von Produkten und Dienstleistungen mit Hilfe von standardisierten ISO-konformen Merkmalen. Der ECLASS-Standard ermöglicht den digitalen Austausch von Produktstammdaten über Branchen, Länder, Sprachen oder Organisationen hinweg. Insbesondere in ERP-Systemen ist die Nutzung als standardisierte Grundlage für eine Warengruppenstruktur oder mit produktbeschreibenden Merkmalen von Stammdaten weit verbreitet.
Als ISO-konformer und weltweit einziger merkmalsbasierter Klassifikationsstandard dient ECLASS auch als „Sprache“ für die Industrie 4.0 (IOTS).

## Der Verein

### Entstehung und Organisation
Der ECLASS e. V. wurde am 14. November 2000 von 12 großen Unternehmen der deutschen Wirtschaft gegründet. 2023 hat der Verein weltweit rund 150 Mitglieder aus Wirtschaft, Verbänden und öffentlichen Einrichtungen. Grundlegend für eine elektronische Beschaffung von Dienstleistungen – genauso wie bei materiellen Produkten – ist ein Standard für den Informationsaustausch zwischen Lieferanten und Kunden.
Der ECLASS e. V. ist eine Non-Profit-Organisation, die den gleichnamigen Klassifikations- und Stammdatenstandard branchenübergreifend international definiert, weiterentwickelt und verbreitet.
Gegründet wurde der ECLASS e. V. von den Firmen Siemens, BASF, Audi/VW, E.ON, SAP, Bayer AG, Degussa, Wacker Chemie, Infraserv Chemfidence und Solvay. Heute zählen neben großen Industrieunternehmen auch viele mittelständische Unternehmen zu den Mitgliedern; außerdem große Organisationen der öffentlichen Hand wie das Land NRW oder die Österreichische Bundesbeschaffung.

### Mitgliedschaft

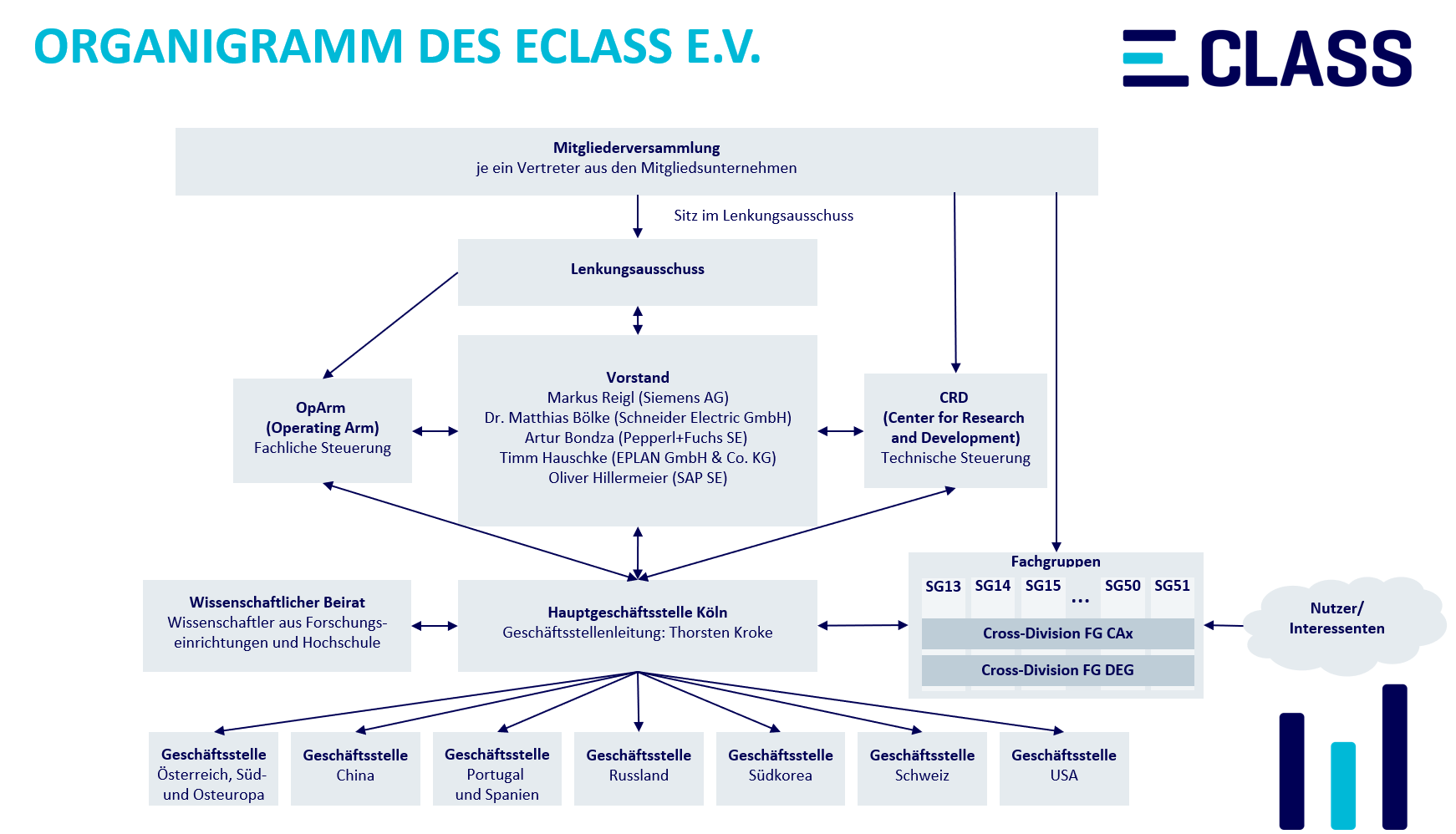
Struktur des Vereins

Im Verein bestehen folgende Mitgliedschaften:
- Ordentliche Mitglieder: Ordentliche Mitglieder können Unternehmen, Verbände oder öffentliche Körperschaften oder Gebietskörperschaften sein.
- Fördermitglieder: Die Fördermitgliedschaft dient dazu, natürlichen Personen oder Unternehmen die Gelegenheit zu geben, die Arbeit des Vereins kennenzulernen, diesen finanziell und fachlich zu fördern und auf der Basis eines reduzierten Mitgliedschaftsbeitrages geeignete Informationen zum Thema Klassifizierung, Normung etc. zu erhalten.

Neben den üblichen Vereinsgremien wie Mitgliederversammlung und Vorstand hat der Verein noch folgende Gremien.
- Eine Hauptgeschäftsstelle zur Koordinierung und Durchführung der laufenden Aufgaben nach Beauftragung durch den Vorstand: Die operativen und administrativen Tätigkeiten des Vereins werden im Auftrag des Vorstands von einer Geschäftsstelle durchgeführt. ECLASS unterhält neben der Hauptgeschäftsstelle in Deutschland (im Institut der deutschen Wirtschaft) regionale Geschäftsstellen in China, Österreich, Portugal, Spanien, Südkorea, den USA und der Schweiz.

### Finanzierung
Der Verein wird durch Beiträge der Mitglieder sowie aus den Einnahmen durch den Vertrieb des ECLASS Standards finanziert.
Jedes Ordentliche Mitglied entrichtet einen jährlichen Mitgliedsbeitrag entsprechend seiner Unternehmensgröße. Fördermitglieder entrichten einen reduzierten Beitrag. Die konkrete Höhe der Beiträge ergibt sich aus der Beitragsordnung des Vereins.
Der Standard ist lizenzpflichtig. Die Kosten hierfür sind nach Unternehmensgröße gestaffelt. Die ECLASS-Lizenzen können über die ECLASS Webseite erworben werden.

## Der ECLASS Standard

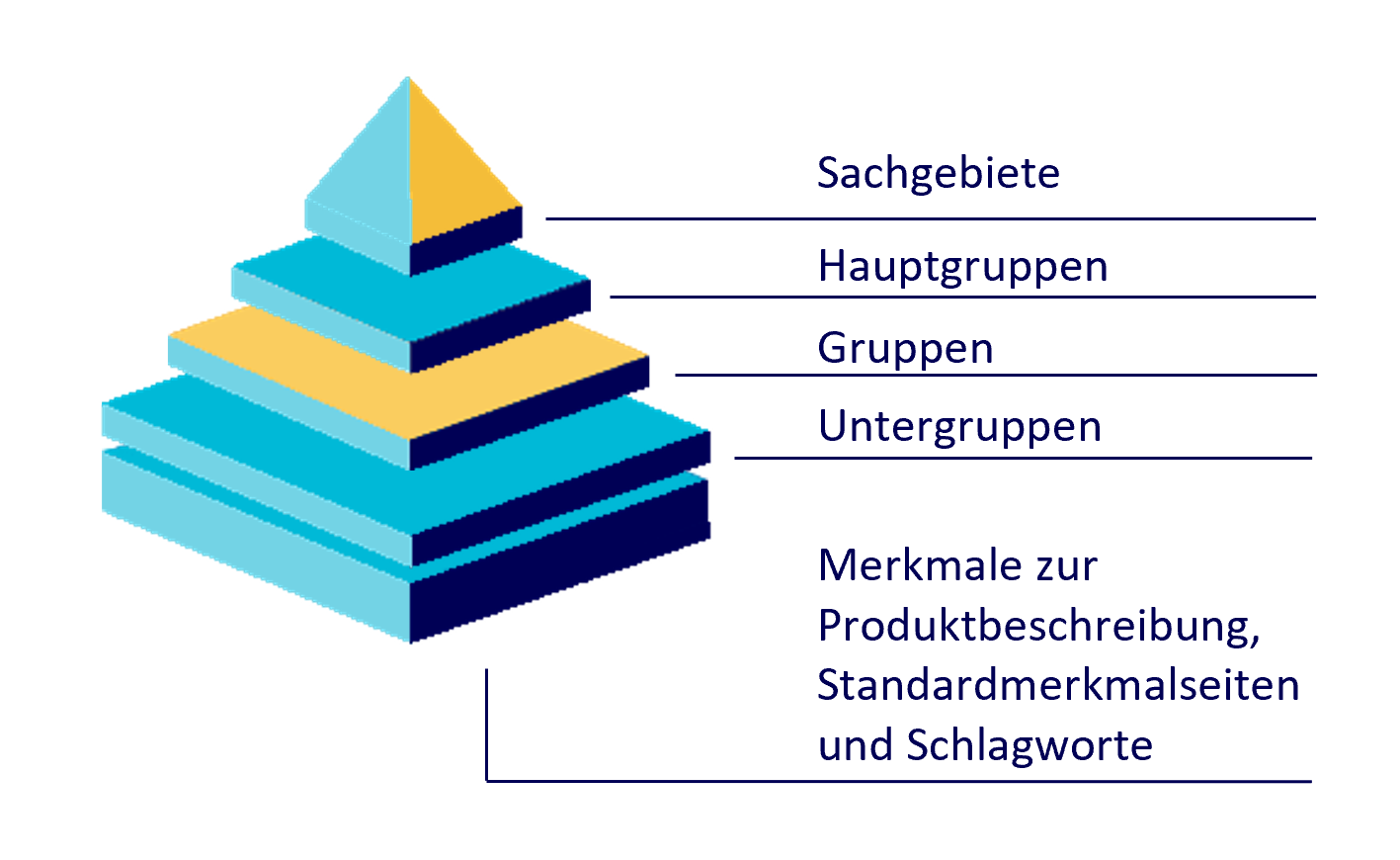
Klassifikationshierarchie

Der ECLASS Standard ist ein hierarchisches System, ähnlich dem UNSPSC-Klassifikationssystem, zur Gruppierung von Produkten und Dienstleistungen. Es besteht aus vier Hierarchieebenen (Klassen): Sachgebiet (Ebene 1), Hauptgruppe (Ebene 2), Gruppe (Ebene 3) und Untergruppe (Ebene 4). Aus der Hierarchie ergibt sich, dass eine übergeordnete Klasse ihre untergeordneten Klassen umfasst, d. h. sie sind ihr logisch zugeordnet.

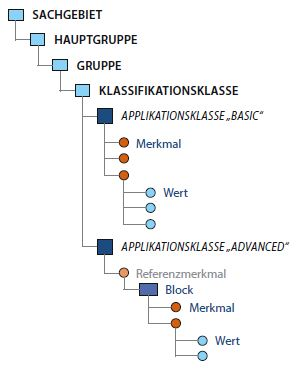
Die Baumstruktur verdeutlicht die einheitliche und vergleichbare Struktur von Daten.

Die Knoten der Baumstruktur werden zusammen als Materialklassen bezeichnet. Auf der 4. Ebene (Untergruppe) stellt ECLASS sogenannte Merkmalleisten zur Verfügung. Merkmale ermöglichen die detaillierte Beschreibung von Produkten und Dienstleistungen in den zugehörigen Stammdaten und ermöglichen so die Suche in den verschiedenen Katalogen. Die Merkmale werden durch Werte definiert. Jeweils angehängte Schlagwörter und Synonyme dienen dem schnellen, zielgerichteten Auffinden der Produktklassen und ihrer Merkmalleisten.
Zusammengefasst besteht das System aus den folgenden Elementen:
- Klassen – die Klassen oder Warengruppen erlauben es, Produkte zu gruppieren und auf diese Weise zu ordnen.
- Schlagworte – durch den einzelnen Klassen zugeordnete Schlagworte wird die Suche nach Produkten vereinfacht und standardisiert (z. B. Warengruppe „Stühle“ wird auch bei Suchbegriffen wie „Sitz“ oder „Bürostuhl“ gefunden).
- Merkmale – Merkmale sind zusätzliche Produktattribute, die nur für Produkte einer speziellen Klasse sinnvoll verwendet werden können, beispielsweise die Leistung bei Glühlampen oder der Durchmesser bei Röhren. Das Ziel ist die Einbringung dieser Merkmale in die Normung, d. h. DIN, EN, ISO, DKE/IEC
- Werte – Werte spezifizieren den Wertebereich für die Merkmale
- Einheiten – basierend auf DIN und ECE Einheiten zur Angabe der Einheit der Merkmale.

## Internationale Normen
Sowohl die Prozesse zur Entwicklung des Standards als auch die Ausleitungsformate und die datenmodelltechnischen Grundlagen basieren auf internationalen Normen.
- Das Datenmodell basiert auf ISO 13584-42 / IEC 61360.
- Für jedes Element gibt es einen Globally Unique Identifier. Dieser IRDI (International Registration Data Identifier) basiert auf internationalen Standards ISO/IEC 11179-6, ISO 29002 und ISO 6523.[2]

Die Identifikation besteht aus einem dreistelligen Präfix als Herkunftsnachweis, aus dem Identifier und der Versionsnummer des Strukturelements. Der ICD (International Code Designer) für ECLASS lautet 173.
- Der ReleaseProcess erfolgt gemäß ISO 22274.

## Versionen
Jedes Jahr gibt es eine neue Veröffentlichung. Diese stellt eine Aktualisierung des bestehenden Standards in einer neuen Version dar. Bis 2021 war die Planung gestaffelt: „Major Releases“, die zusätzlich Strukturänderungen beinhalten, wechselten sich mit „Minor Releases“ ab, die bei unveränderter Struktur neue Inhalte anbieten. Um die Erweiterungen des ECLASS Standards zu beschleunigen und den dynamischen Anforderungen der Nutzer noch schneller gerecht werden zu können, beschloss der ECLASS Vorstand, ab ECLASS Release 12.0 (Veröffentlichung November 2021) zukünftig ausschließlich Major-Releases zu veröffentlichen.
Das aktuellste Release mit der Bezeichnung „ECLASS 14.0“ hat im Vergleich zur vorherigen Version „ECLASS 13.0“ ca. 400 neue Klassen, 73 neue Blöcke, ca. 2.500 neue Merkmale und ca. 1.900 neue Werte. Hierfür wurden über 95.000 Change Requests von Anwendern und Experten bearbeitet: Erweiterungen, Umstrukturierungen, Weiterentwicklungen und Aktualisierungen.
Zu jeder neuen Version veröffentlicht der ECLASS e. V. maschinenlesbare Dateien. Damit ist ECLASS der einzige Standard weltweit, der automatische – weil maschinenlesbare – Migrationen ermöglicht. Die aktuelle Version des ECLASS Standards ist die Version 14.0.
ECLASS 14.0 (veröffentlicht im November 2023) enthält mehr als 48.000 Klassen, rund 23.000 Merkmale und über 130.000 Schlagwörter.

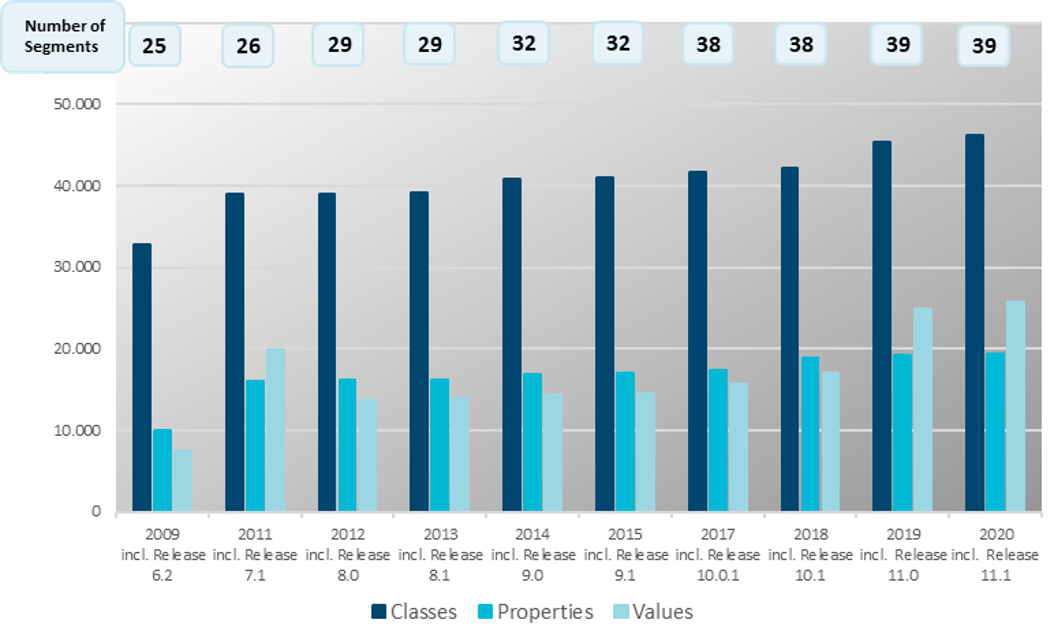
Die Grafik zeigt die Entwicklung des ECLASS Standards (Stand 2023).

## Releaseentwicklung
Die Weiterentwicklung des ECLASS Standards basiert auf ISO-Standards. Die Teilnahme an der Weiterentwicklung ist für jeden kostenfrei möglich. Dafür steht ein kostenloses Online-Portal, die ContentDevelopmentPlatform, zur Verfügung, auf der Änderungsanträge eingereicht werden können. Darüber hinaus gibt es die Möglichkeit der aktiven Mitarbeit in Fachgruppen.

## Vorteile
Erst mit standardisierten Stammdaten wird Master Data Management möglich. Der ECLASS Standard bietet Vorteile entlang der gesamten Wertschöpfungskette:
- Kosten senken: Mit ECLASS können Unternehmen Einkauf, Warenwirtschaft und Vertrieb effizienter machen, indem Sie Volumina bündeln und die Warenvielfalt verschlanken.
- Internationale Absatzmärkte erschließen: Unternehmen können Produktstammdaten in 17 Sprachen über alle Grenzen hinweg digital austauschen. ECLASS erschließt den Anwendern elektronische Kataloge und digitale Marktplätze.
- Produktivität steigern: ECLASS ermöglicht durchlaufende Prozesse, automatische Schnittstellen und standardisierte Produktinformationen. So stärken Unternehmen ihren ROI und Time-to-Market.
- Qualität sichern: Der Austausch von Engineering- und CAx-Daten gelingt dank ECLASS übergreifend, effizient und ohne Datenverlust.
- Prozesse nachhaltig optimieren: Durch harmonisierte Daten entlang der gesamten Supply Chain - von der Entwicklung über Produktion und Vertrieb bis zur Wartung - sparen Unternehmen Zeit und Geld.
- Zukunftsfähig bleiben: ECLASS bietet semantische Interoperabilität und ist somit die Basis für Machine-to-machine-Kommunikation, I4.0-Anwendungen und den Digitalen Zwilling.

## Zusammenarbeit mit anderen Organisationen
Seit dem 1. Januar 2006 ist ETIM Mitglied von ECLASS und umgekehrt. ETIM Deutschland e. V. (ElektroTechnisches InformationsModell) ist eine Initiative zur Standardisierung des elektronischen Austausches von Produktdaten im Fachbereich Elektrotechnik. Beide Organisationen haben sich die Harmonisierung von ETIM mit dem ECLASS Standard zum Ziel gesetzt und arbeiten dabei u. a. mit VDMA, ZVEI und dem DIN zusammen. Am 1. Januar 2013 ist Prolist International e. V. im ECLASS e. V. aufgegangen.

## Verbreitung
Über 4.000 Unternehmen weltweit nutzen den ECLASS Standard bereits erfolgreich für den digitalen Datenaustausch und über alle Grenzen hinweg. ECLASS wird in Industrie, Handel, Handwerk und Dienstleistungssektor verwendet. Die aktuell 40 Sachgebiete (Stand 2023) umfassen zum Beispiel Bau, Logistik, Lebensmittel, Medizin, Optik, Automotive, Labortechnik oder Büromaterial.
Neben großen internationalen Unternehmen wie Siemens, SAP, VW-Audi oder BASF, hat sich z. B. die deutsche Medizinbranche für ECLASS als Klassifikationsstandard für den elektronischen Datenaustausch entschieden. Auch in der öffentlichen Beschaffung wie z. B. beim Kaufhaus des Bundes und einigen Bundesländern wird er eingesetzt.
Im Jahr 2002 veröffentlichte das Fraunhofer-Institut für Arbeitswirtschaft und Organisation eine Umfrage, nach der von 296 befragten Unternehmen 34,9 % eine Standardproduktklassifikation einsetzten, davon wiederum 32,4 % ECLASS, absolut also 11,3 %. Damit lag ECLASS in Deutschland vor ETIM (6,6 %) und UNSPSC (3,8 %).